# Akron (Pennsylvania)
Akron is een plaats (borough) in de Amerikaanse staat Pennsylvania, en valt bestuurlijk gezien onder Lancaster County.

## Demografie
Bij de volkstelling in 2000 werd het aantal inwoners vastgesteld op 4046.
In 2006 is het aantal inwoners door het United States Census Bureau geschat op 4017,.